# Gergely Tumma
Gergely Tumma (Galanta, 10 febbraio 2000) è un calciatore slovacco, difensore del Soroksár.

## Carriera

### Club
Cresciuto nel settore giovanile dello Spartak Trnava, debutta in prima squadra l'8 agosto 2020 in occasione dell'incontro di Superliga slovacca vinto 2-0 contro lo Zemplín Michalovce.

### Nazionale
Ha giocato nelle nazionali giovanili slovacche Under-16, Under-18 ed Under-21.

## Statistiche

### Presenze e reti nei club
Statistiche aggiornate al 21 novembre 2021.
| Stagione        | Squadra         | Campionato      | Campionato | Campionato | Coppe nazionali | Coppe nazionali | Coppe nazionali | Coppe continentali | Coppe continentali | Coppe continentali | Altre coppe | Altre coppe | Altre coppe | Totale | Totale |
| Stagione        | Squadra         | Comp            | Pres       | Reti       | Comp            | Pres            | Reti            | Comp               | Pres               | Reti               | Comp        | Pres        | Reti        | Pres   | Reti   |
| --------------- | --------------- | --------------- | ---------- | ---------- | --------------- | --------------- | --------------- | ------------------ | ------------------ | ------------------ | ----------- | ----------- | ----------- | ------ | ------ |
| 2019-2020       | FC Košice       | 1L              | 9          | 0          | CS              | 1               | 0               |                    | -                  | -                  |             | -           | -           | 10     | 0      |
| 2020-2021       | Spartak Trnava  | SL              | 18         | 1          | CS              | 0               | 0               |                    | -                  | -                  |             | -           | -           | 18     | 1      |
| 2021-2022       | Spartak Trnava  | SL              | 7          | 0          | CS              | 1               | 0               | UECL               | 1                  | 0                  |             | -           | -           | 9      | 1      |
| Totale carriera | Totale carriera | Totale carriera | 35         | 1          |                 | 2               | 0               |                    | 1                  | 0                  |             | -           | -           | 38     | 1      |

## Palmarès

### Competizioni nazionali
- Coppa di Slovacchia: 1

Spartak Trnava: 2021-2022